# Aarón Martín Caricol
Aarón Martín Caricol (Montmeló, 22 d'abril de 1997) és un futbolista professional català que juga com a lateral esquerre al Genoa CFC. És internacional amb la selecció catalana.

## Carrera de club
Martín va ingressar al planter del RCD Espanyol el 2005. El 29 de març de 2015, encara en edat júnior, va debutar com a sènior amb el RCD Espanyol B jugant com a titular, en un partit de Segona Divisió B que es perdé per 0–1 a fora contra el Gimnàstic de Tarragona.
El 16 de gener de 2016, Martín va marcar el seu primer gol com a sènior, el primer d'una victòria per 2–0 a casa contra el CF Reus Deportiu. El 13 de juny, després d'haver estat titular indiscutible durant la temporada, va renovar el seu contracte fins al 2020.
El 2 d'octubre de 2016, Martín va debutar amb el primer equip – i a La Liga – entrant a la segona part com a substitut de Diego Reyes en un empat 0–0 a casa contra el Vila-real CF. El següent 28 de gener va ampliar el seu contracte amb el club fins al 2022, i fou definitivament ascendit al primer equip tres dies més tard.

### Mainz 05
El 6 d'agost de 2018, Aarón va marxar cedit per un any al 1. FSV Mainz 05 per la temporada 2018–19 de la Bundesliga. Va debutar a la Bundesliga el 26 d'agost, en una derrota per 1–0 a casa contra el VfB Stuttgart en un partit en què va jugar els 90 minuts.
El 5 de novembre de 2018, Martín va signar contracte definitiu amb el club alemany, efectiu a partir del següent 1 de juliol. El 31 de desembre de 2020, va ser cedit al RC Celta de Vigo per a la resta de la la temporada amb una opció de compra.
Martín va marcar el seu primer gol com a professional el 18 de febrer de 2022, ajudant els locals a guanyar el Bayer 04 Leverkusen per 3-2.

### Genoa
El 3 de juliol de 2023, Martín va signar contracte amb el Genoa CFC de la Serie A italiana.

## Internacional

### Catalunya
El 28 de desembre de 2016 va disputar com a titular amb la selecció catalana el Trofeu Catalunya Internacional 2016, un partit contra la selecció de Tunísia que va acabar en empat 3 a 3 i finalment en victòria tunisenca a la tanda de penals.